# Società crittogamologica italiana
La Società crittogamologica italiana è stata una società di botanici italiani.
Fu fondata nel 1858 da Giuseppe De Notaris (1805-1877), Vincenzo Cesati (1806-1883) e Francesco Baglietto (1826-1916), con l'obiettivo di realizzare e pubblicare un erbario omnicomprensivo di tutto il campo crittogamologico, dai muschi, a licheni, felci e funghi (Erbario crittogamico italiano).
L'erbario fu pubblicato in una prima serie composta da 1500 numeri raggruppati in 30 fascicoli ed in una seconda serie di 10 fascicoli.

## Il  Commentario crittogamico italiano
Parallelamente alla pubblicazione dell'erbario, a partire dal febbraio 1861, la Società iniziò a pubblicare anche il Commentario crittogamico italiano, in cui venne raccolta gran parte delle pubblicazioni briologiche, incluse alcune memorie dei botanici soci. La pubblicazione del Commentario, che consiste di due volumi, I(1861-64) e II (1864-67), fu tuttavia interrotta nel 1867 per mancanza di fondi.